# Moldavia en los Juegos Olímpicos de Londres 2012
Moldavia estuvo representada en los Juegos Olímpicos de Londres 2012 por un total de 22 deportistas que compitieron en  deportes. Responsable del equipo olímpico fue el Comité Olímpico  Nacional de la República de Moldavia, así como las federaciones deportivas nacionales de cada deporte con participación.
La portadora de la bandera en la ceremonia de apertura fue la halterófila Cristina Iovu. El equipo olímpico de Moldavia obtuvo dos medallas en estos Juegos, ambas en halterofilia: Anatoli Ciricu en la categoría de 94 kg y Cristina Iovu en la de 53 kg. Pero el 21 de noviembre de 2016, el COI anunció la descalificación por dopaje de ambos deportistas.